# 展淑萍
展淑萍（1964年4月24日—），辽宁人，中国退役女子篮球运动员。她在1992年巴塞罗那夏季奥林匹克运动会中，参加了女子篮球比赛并获得团体银牌。